# Графітова промисловість України
Графітова промисловість України — підгалузь гірничої промисловості України, яка видобуває і переробляє (збагачує) графітові руди, отримуючи графітовий концентрат.

## Історія. Графітна справа у світі і Україні
Світова історія графітної справи нараховує багато століть. Так, в Німеччині видобування графіту здійснюється кілька століть в районі Пассау в Баварії. До першої світової війни Австрія займала перше місце за обсягами видобутку і поставок графіту на світовий ринок. Великим попитом в світі користувався графіт з острова Цейлон та Мадагаскар. Сьогодні основні експортери графіту в порядку тоннажу: Китай, Мексика, Канада, Бразилія та Мадагаскар. Родовища кристалічного графіту в межах українського щита (УЩ) утворюють велику графітоносну провінцію, в якій виділяють чотири графітоносні райони: Бердичівський, Побузький, Криворізький і Приазовський. Усього на території провінції виявлено близько 100 родовищ та проявів графіту. Всі вони відносяться до метаморфічного типу, приурочені до порід архею та нижнього протерозою. Глибина залягання графітових руд — від 10 до 80 м. Поклади графіту утворюють пластові та лінзоподібні тіла потужністю до 300 м. Довжина рудних тіл — від 5 до 1500 м, інколи 3,5– 5,0 км. Графіт лускуватий, з вмістом в рудах 2,5-20,0 %. Державним балансом запасів корисних копалин враховується 6 родовищ графіту. Розробляється одне родовище — Заваллівське, ділянка Південно-Східна, решта — 5 родовищ, — не розробляються. На базі Заваллівського родовища діє однойменний графітовий комбінат. При проектній потужності комбінату 800 тис. т руди забезпеченість в цілому розвіданими запасами складає понад 100 років, а запасами Південно-Східної ділянки в межах проектних контурів розробки — 11 років. На початку ХХІ ст. ключовим для графітової промисловості України є Заваллівський гірничозбагачувальний комбінат.
Також виробництвом графітової продукції в Україні з відходів графіту металургійного та електродного виробництва займається ПАТ «Маріупольський графітовий комбінат».

## Перші пошуки і перші знахідки графіту в Україні
Вивчення графітових родовищ в Україні розпочалося одночасно з геологічними дослідженнями різних місцевостей нашої країни. Анджейовський А. Л. перший вказав на знахідку графіту на Волині та в колишній Київській губернії. Далі про виявлення графіту в різних місцевостях згадують в своїх працях М. П. Барбот де-Марні, В. Домгер, С. Конткевич, Г. Романовський, П. П'ятницький, Л. Іванов, С. Більський, А. Красевський, В. Ласкарьов, С. Кузнєцов, та інші.
Вперше визначити промислову цінність українських графітних родовищ спробував відомий піонер гірництва у Криворізькому районі О. М. Поль, який у 70-х роках ХІХ століття організував невелику розвідку графітового родовища поблизу села Петрового, Петровського району колишньої Криворізької округи на правому березі Власової балки. За словами мешканців села, Поль заклав на цій ділянці три шурфи глибиною по 25 метрів. Взяли зразки і проби на дослідження в Катеринославі. Поль пророкував, що у майбутньому на базі Петрівського родовища виникне графітне підприємство. Однак, треба було майже 40 років, щоб таке підприємство справді виникло. Пробуджений Полем інтерес до Петрівського родовища спонукав деяких підприємців та місцевих селян продовжувати пошуки графіту в околицях села Петрового. У 80-х роках ХІХ ст. Петрівське родовище стали розробляти, та розробляли з перервами до війни 1914 року, коли роботи розгорнули ширше. За час громадянської війни копальня не працювала. Роботи відновилися 1925 року, коли копальнею почав відати трест «Хімвугілля».

### Приазовський графітоносний район
Влітку 1881 року гірничий інженер Г. Романовський, шукаючи залізну руду в Приазов'ї, знайшов на правому борту балки Міхалетті, поблизу с. Старий Крим, грудки зруйнованого гнейсу з рясними домішками лусочок графіту.
Цей «передісторичний» період української графітової промисловості за-кінчився 1904 року, коли один із селян с. Старий Крим поблизу Маріуполя відкрив родовище графіту, назване пізніше Старокримським. Американець Джон-Фердінанд Лямпе того ж року орендував це родовище у селян села Старий Крим та почав його розробляти. Руду на ділянці видобували відкритими роботами.
В тому ж, 1904 році, В. Ф. Вальтон збудував у Маріуполі перший графітовий завод, який став виробляти чорний та сріблястий графіт. Руду доставляли до Маріупольського заводу, і коштувала вона франко-завод по 3 крб. 65 коп. за тонну, враховуючи і орендну плату селянам — 1 крб. 20 коп. з тонни.
Щоб далі розробляти родовище, потрібно було перейти на підземні роботи, в зв'язку з чим собівартість руди неминуче зростала. Зросли і вимоги селян щодо орендної плати. Підприємець почав розшукувати інші графітні родовища в районі Маріуполя. Спроби ці закінчилися успішно, і в 1908 році завод почав отримувати руду з села Миколаївки, колишньої Бердянської округи, за 55 км від Маріуполя. Вміст вуглецю у миколаївській руді становив 18 %, тоді як в старок-римській — 12-14 %. Коштувала миколаївська руда франко-завод в Маріуполі 6 крб.70 коп. за тонну.
Під назвою Миколаївських родовищ вітчизняна геологічна література знає групу родовищ біля с. Троїцького, в 30 км від Бердянська на р. Берда.
Частину виходів графітної руди на цій ділянці (родовище Троїцьке) описали брати Носови ще у 1869 році. Ділянка знаходилася біля села на правому березі р. Берестової, за 400 м від її впадіння в р. Берда. Розробки розпочаті вперше в 1912 році, і тривали три роки. Видобування здійснювалося в трьох невеликих кар'єрах. За цей період видобуто 500 т руди. Кар'єри розроблялися ще й в 1917 році, та пізніше, до 1925 року.
Ще чотири кар'єри були на невеликому відрозі балки, що впадала в Берестову зліва. З двох з них за весь час видобуто 1475 т руди з вмістом 8-12 % графітного вуглецю. Всі кар'єри мали форму витягнутих по простяганню прямокутників з розмірами приблизно 4×40 м.
На правому березі р. Берди, в районі Сачкових хуторів, інтенсивна кустар-на розробка графітної руди за допомогою ям та неглибоких шурфів велась у 1916 році . Видобували графітну руду в 1916 році також і біля хутора Старо-Солдатський, на лівому березі р. Берда.
Так поступово визначився Приазовський графітоносний район, на базі графітних родовищ якого до 1911 року в Маріуполі вже працювали два графітні заводи — Вальтона та Рутченкова. Інженер С. В. Рутченко заснував товариство «Графіт» в 1910 році. З 1912 року товариство стало займатися видобуванням руди на Старокримській копальні, та збагаченням її на заводі в Маріуполі, а також виробництвом графітної і котельної фарби. Старо-Кримська графітова копальня, що перейшла до Рутченкова, знаходилася в двох кілометрах на північ від с. Старий Крим, на правому березі Міхалеттівської балки, за 1,5 км від її спуску до р. Кальчик. Родовище знаходиться в біотитових гнейсах, перетятих та порушених рясною інтрузією гранітів. Разом з біотитовими зустрічалися на родовищі і піроксенові та амфіболо-піроксенові гнейси, що залягають часто з рудою. Породи дуже розкладені у верхніх частинах родовища, але ступінь їхнього розкладу помітно зменшується у підземних поверхах копальні, що доходять до глибини 25 м. Простягання порід — південний схід від 120 до 150º, спад на південний захід під кутом від 75 до 90 º.
Руда залягає лінзами, викривленими та неправильними, витягнутими у напрямку простягання порід. Потужність лінз змінювалася в широких межах, доходячи інколи до двох метрів. Довжина окремих лінз рідко доходила до кільканадцяти метрів. Іноді лінзи розгалужувались, іноді йшли одна за одною у вигляді жили. Число таких жил у верхній частині родовища, вибраній відкритим кар'єром на глибину 7-8 м, було 8, з вмістом графіту до 25 %, в кращих місцях — 35 %. У підземних виробках їх налічувалося 11. Графітовмісна площа дуже не-велика. Колишній кар'єр завдовжки 80 м, а найбільша ширина його близько 60 м.
Руда — майже виключно зруйновані гнейси, насичені графітними лусочками. Лусочки у гнейсах іноді зростаються з біотитом. Руда — пухка та грудкова, але грудки легко руйнуються. Руда копальні була дуже високої якості, краща з усіх українських на той час. Лусочка велика, пересічний її розмір більше 1 мм. Вміст графіту близько 20 %. Домішки у руді — кварц, каолін, вохра.
Видобувні роботи здійснювалися 12 робітниками, які при пробному видобуванні дали 4357 пудів руди. З 1912 по 1917 р. було видобуто 365 420 пудів руди. Під кар'єром знаходилися підземні експлуатаційні виробки. Копальня працювала до горизонту 25 м (двома і трьома поверхами). Збагачення здійснювалося на Маріупольському заводі, де вміст вуглецю в концентраті доводився до 85 % при крупності 0,21 мм.
Так була започаткована графітна справа в Україні та Російській імперії.

### Криворізький графітоносний район
До Криворізького графітоносного району відносять родовища в межах Петрівського, Пятихатського та Криворізького районів колишньої Криворізької округи. Це родовища: Петрівське, Терноватівська балка, балка Водяна, Бабенківська (Суха) балка, Зеленівське, Кодацьке.
1913 року на своїй садибі в селі Зеленому Петрівського району колишньої Криворізької округи місцевий мешканець І. Кришень випадково відкрив графітове родовище. Того ж року, — вперше та невдало, — спробували розробляти це родовище. Навесні 1914 року зробили другу спробу, яка виявилася більш вдалою. Цей рік треба вважати за початок експлуатації Криворізьких графітних родовищ.
Родовище в с. Зелене, на правому березі Вовчої балки, промисловець Кришень експлуатував до кінця першої світової війни. В 1917 році копальню затопили. Невеликі розробки графіту на р. Жовтій, біля с. Камчатка (балки Синя і Жовтенька) до 1914 року проводив поміщик Яковлєв.
З давно відомого Петрівського графітового родовища на Власовій балці в Криворізькій окрузі з 1915 року руду стали поставляти на Маріупольський завод Рутченкова. Перший відправлений вагон був із рудою такої високої якості — з вмістом вуглецю до 67 % (цей ґатунок у Петровому звали «рибка»), — що Маріупольський завод став використовувати виключно цю руду. Тільки на Петрівському родовищі за час його експлуатації видобуто 2700 т багатої руди Старі виробки у 1926 році були завалені.
Так поступово визначився Криворізький графітоносний район.

### Побузький графітоносний район
Пошуки графіту та перші спроби його видобування в Побузькому графітоносному районі теж розпочалися на початку ХХ століття. У 1911—1913 роках експлуатаційні роботи виконувалися на Кошари-Олександрівському родовищі графіту. Тут були виявлені три жили, одна з яких розроблялася і була розкрита за простяганням на 16 м. У 1916 році родовище розвідувалося та вперше описано професором Танатаром Й. І.
На родовищі графіту біля с. Люшнювате, в Деминівському Яру, гірничий промисловець С. В. Рутченко під час війни 1914 року проводив розвідувальні та видобувні роботи. Біля с. Лащівка на р. Сухий Ташлик, на правому березі яру він до 1917 року видобував руду. Кілька вагонів руди відправив у Маріуполь на збагачувальну фабрику. Ознаки старого кар'єру залишалися тут ще у 1930-у році. На родовищі біля с. Липовеньки в 1915-16 роках Рутченком видобуто кілька десятків тонн графітової руди для дослідного збагачення на Маріупольській фабриці.
Ще одне родовище біля с. Капітанівка, на балці Капітанівській, яка спускається зліва у р. Південний Буг, розвідував та трохи розробляв 1914 року інженер Тимчинський.

## Українська графітова промисловість в ХХ ст
Новий поштовх в розвитку графітних родовищ українська графітова промисловість отримала під час Першої світової війни, в 1915—1916 роках, коли одночасно з розширенням потреби в графіті, зовсім припинилося його імпортування. Цей період характерний не тільки зростанням видобутку руди на розроблюваних родовищах, а й виникненням нових кар'єрів — у балці Водяній Петрівського району, в с. Камчатка (Криворізький округ), та інших. За цей період було проведено багато пошуково-розвідувальних робіт не тільки в Приазов'ї та Криворізькій окрузі, а й Побужжі. За час Першої світової війни графітна промисловість, хоч і в невеликих розмірах, поширилась на всі три названі райони.
Однак, масштаби видобутку та вироблення графіту в Україні на той час аж ніяк не відповідали ні запасам родовищ, ні потребам в ньому української промисловості, змушеної в значній мірі імпортувати графіт. Правильніше сказати, що до Жовтневого перевороту в Україні зокрема, і в Радянському Союзі взагалі, не було графітової промисловості, або вона була в зародковому стані.
Так, в 1917 році світовий видобуток графіту складав майже 200 тис. т, з яких на Україну (Старий Крим) припадало лише 2 500 т. З 1917 року видобуток графіту в Україні практично припинився. Відновлення геологорозвідувальних та видобувних робіт почалося з 1921 року, коли в Побузькому районі біля села Завалля проведені спеціальні розвідки на графіт Південно-Західною Промрозвідкою. В 1922 році на Старокримському родовищі видобуто 200 т графіту. До 1925 року видобуток графіту тут довели до 500 т. Та вже в 1927 році копальню зупинили через відпрацювання запасів. У 1929 році видобування графітової руди продовжили на Північній ділянці родовища, та здійснювали до 1941 року.
Розвідування українських родовищ в цей час проводилося безсистемно, випадково, з незначним фінансуванням. В 1925 році графітову промисловість в країні передали у відання Українського хімічного тресту «Хімвугілля», який з 1926-27 років почав систематично розвідувати українські графіти, та надав геологічній розвідці відповідного масштабу. Далі до розвідки залучилися Український геологічний комітет, та Інститут прикладної мінералогії. Одночасно з розвідкою в незначних обсягах проводились і експлуатаційні роботи.
На р. Каратюк (правий берег), поблизу хутора Лебедя, був закладений не-великий кар'єр, яким вибиралась жила графіту потужністю до 4 м на простяганні кількох десятків метрів, і до 7 м в глибину. В 1923 році розпочате видобування руди на лівому схилі р. Каратюк. Видобуток склав кілька тисяч пудів.
У 1924 році видобувні роботи на родовищі Троїцьке, біля хутора Старо-Солдатський, поновилися трестом «Хімвугілля», і тривали 10 місяців. Видобуто 3000 т руди з вмістом вуглецю від 10 до 45 %. У цьому ж,1924 році, пробне видобуваня графітової руди для Маріупольського заводу здійснювалося трестом по балці Суперечній в Криворізькому районі, в двох верстах від с. Лозуватка.
В 1924-25 роках кустарне видобування графітової руди здійснювалось на чотирьох ділянках в р-ні с. Троїцького (північно-західна частина с. Миколаївка) на річках Кільтичія, Берда та її притоках.
На лівому березі Берди напроти Сачкових хуторів, поблизу хутора Вишнякова в 1925 році Маріупольським управлінням тресту «Хімвугілля» розпочаті експлуатаційні кустарні роботи. Невеликими розрізами було розкрито 5 жил.
Між с. Темрюк і Вислою Могилою, на правому березі р. Темрюк, в невеликих обсягах велося безсистемне кустарне видобування руди у 1927 році. В цьому ж, та наступному 1928 році проводились розвідувальні роботи і дослідження збагачуваності руди Інститутом прикладної мінералогії на ділянці, обмеженій на півдні річкою Берда, на заході — східною околицею села, на півночі — невеликою балочкою, що впадає в Берестову зліва, а на сході межує зі степовою місцевістю.
Графітову руду на балці Водяній, на правому високому березі р. Інгулець), на північ від с. Петрове, знайшов приватний промисловець Трегубів. Тут розробляли невелику лінзу руди потужністю до 5 м. Руда була доброї якості. Та пошукові роботи були невдалими, і Трегубов в 1926 році залишив цю ділянку. В 1928 році розвідку проводила партія Укргеолкому (Г. Дубяга). Запаси руди були визначені приблизно в 130 тис. т.
В Побузькому районі в 27-29 рр. Інститут прикладної мінералогії провів розвідку графітового родовища біля с. Завалля, в північній його частині, на лівому березі Південного Бугу. Збагачувальний відділ цього інституту розробляв технологію збагачення. Руду подрібнювали до -2 мм, потім до 54 % класу -0,2…+0,05 мм. В якості реагентів передбачався альфанафтиламін: ксилідин у співвідношенні 60:40 %, і пічний скипидар, а також гас і пічний скипидар. Добрі результати отримані при використанні гасу, як колектора, і пічного скипидару.
Запаси руди визначені в 275 000 т (крупнолускатий графіт).
У 1927-28 рр. розвідувальні роботи на родовищі Кошара Олександрівська провели «Хімвугілля» та Інститут прикладної мінералогії .
У 1920-х роках Радянський Союз імпортував цейлонський та мадагаскарський графіт. Частково використовувався і графіт Аліберівського родовища (Росія). Основні споживачі — тигельне виробництво, олівцеве, електродне, електротехніка, металургія (для змащування). В природному вигляді графіт не використовується. Його необхідно дробити, молоти, збагачувати.
До кінця 1920-х років в Україні та колишньому СРСР існувала лише одна фабрика для збагачення графіту — Маріупольська, заснована в 1910 році інженером С. В. Рутченко. Фабрика була примітивно обладнана, з недосконалими методами збагачення, і поставляла декілька сотень тонн лускатого графіту. Вміст вуглецю в графіті лише інколи досягав 78 %. Незважаючи на близьке розташування до фабрики кількох великих графітових родовищ, фабрика використовувала привізну петровську руду з Криворізького району з вмістом вуглецю 30 %, так як технологія і обладнання не дозволяли ефективно збагачувати місцеві бідні руди, через що власники цієї фабрики вимушені були ще до першої світової війни завозити в Маріуполь аліберівську графітову руду.
Але і порівняно багата петрівська руда використовувалась на фабриці досить неповно. Були випадки, коли у відходах збагачення (хвостах) залишалось 12-14 % вуглецю, тобто вилучення вуглецю не перевищувало 50-60 %.
Графітна справа перейшла до «Хімвугілля» у 1925 році. Графітний сектор хімічного тресту «Хімвугілля» складався із заводу в м. Маріуполь (колишній завод С. В. Рутченка) та рудників: Старокримського поблизу с. Старий Крим на р. Кальчик, в 10 км від Маріуполя, та Петрівського рудника на балці Власовій поблизу с. Петрове в Криворізькому окрузі. Запаси руди в рудниках у 1926 році були незначними і близькими до виснаження. З огляду на це геологічні організації в цей час вели інтенсивні пошуки графіту.
Південний хімічний трест «Хімвугілля», в управлінні якого знаходилась Маріупольська фабрика, ще в 1927 року звертався до вищих господарських органів Союзу з проханням надати кошти на реконструкцію фабрики.
Проект реконструкції трест «Хімвугілля» доручив інституту Механобр (м. Ленінград), а сама реконструкція виконана Українським трестом нерудних копалин — Нерудкопалом, до якого перейшла фабрика, при консультуванні з боку Механобру. У 1928/29 рр. трест провів реконструкцію графітного заводу в Маріуполі, довівши потужність збагачувальної фабрики до 3500 т/рік. Збагачення здійснювалося флотацією з 65-68 % до 92-93 % вуглецю (рис. 1).
На початку лютого 1930 року реконструйована збагачувальна фабрика в Маріуполі введена в дію. З цього часу вперше в нашій країні почали застосовувати для збагачення графіту сучасне обладнання. Обмеженість коштів, відпущених на реконструкцію, змусила розмістити обладнання в старій двоповерховій будівлі. Руда підвозилася від Старокримського рудника, що знаходився в 10 км, а за місто вивозилися відходи збагачення — хвости, яких набиралося за добу до 50 т (в перерахунку на суху речовину), що обходилося недешево.

Сира графітна руда зі складу доставлялася в дробильне відділення фабрики і вручну вивантажувалася на горизонтальний колосниковий грохот з розмірами 0,5×0,5 м, з шириною щілин між колосниками 150 мм; грудки крупністю більше
150 мм дробилися вручну.
Руда крупністю 0-150 мм, що пройшла колосники грохота, далі через лійку надходила на похилу конвеєрну стрічку, якою подавалася на колосниковий грохот 1,0×0,6 м з шириною щілин між колосниками 38 мм. Руда крупніше 38 мм самопливом надходила з грохоту в щокову дробарку Блек з розмірами зіву 320×180 мм, продуктивністю 2,5 т на годину. З щокової дробарки матеріал крупністю 0-38 мм, змішавшись з рудою, що пройшла через похилий колосниковий грохот, ковшовим елеватором подавався на дерев'яний грохот Ферраріса розміром 4,0×0,8 м з комірками сита 12 мм, та продуктивністю 5 т на годину.
Дрібний клас -12 мм проходив через грохот в розташований безпосередньо під ним бункер, ємністю, достатньою для забезпечення добової потреби в руді, а клас 12-38 мм з грохота Ферраріса надходив самопливом в конічну дробарку Саймонса. В цій дробарці графітна руда дробилася до величини зерна 10-12 мм, а потім за допомогою елеватора завантажувалася в бункер.
Бункер мав у днищі два розвантажувальних вікна (отвори), з яких руда вивантажувалася двома живильниками, працюючими одночасно. Похилим стрічковим конвеєром руда подавалася в помольне відділення. В останньому, на першому поверсі будівлі, встановлено два млини для тонкого помелу, а на другому — два флотаційні апарати. Подрібнена руда крупністю 0-12 мм з відділення дроблення подавалася транспортером в стрижневий млин Марсі продуктивністю 2,5 т/год (3х8 м), в який подавались також гас і вода.
Після розмелу до 0,5 мм, матеріал самопливом надходив у класифікатор Дорра, з якого частинки, крупніші 0,5 мм, поверталися до стрижневого млина, а дрібніші разом з водою самопливом по ринві направлялися в ковшовий елеватор, яким передавалися на флотацію в першу камеру першого з флотаційних апаратів Мінералс-Сепарейшен (11 камер в яких і відбувається флотаційний процес). Розмір кожної камери 450×450 мм. З перших восьми камер знімали ос-новний концентрат, який самопливом направлявся в конічний галечний млин Гардінга для домелу концентрату. З останніх трьох камер виходив другий концентрат, більш брудний, який направлявся самопливом знову в стрижневий млин для подрібнення, а потім повертався в апарат Мінералс-Сепарейшен. Хвости з флотаційного апарата направлялись для зневоднення у великий згущувач Дорра, який давав прояснену воду для оборотного водозабезпечення. Після по-дрібнення в конічному галечному млині другий концентрат вертикальним ковшовим елеватором подавався в четверту камеру другого, восьмикамерного флотаційного апарата Мінералс-Сепарейшен, який мав 8 робочих і 8 агітаційних камер розміром 300×300 мм кожна. Апарат слугував для перечищення основного концентрату. Отриманий з чотирьох останніх камер концентрат діафрагмовим насосом перекачувався в першу агітаційну камеру флотаційного апарата, і далі проходив чотири перші його камери. Отриманий з цих камер кінцевий концентрат направлявся для зневоднення на центрифуги. Хвости з перших чотирьох камер апарата переходили потім в останні його чотири камери, а хвости, які отримували з останніх чотирьох камер, направлялися в зумпф ковшового елеватора, яким подавалися знову в 11–ти камерний апарат основної флотації.
Зневоднення концентрату відбувалося в двох центрифугах — залізних циліндрах з дном, через яке проходив вертикальний вал, що обертався за допомогою фрикційних конічних шківів, і примушував обертатися скріплений з ним циліндр. Останній мав у бокових стінках багато отворів. З середини циліндр був обтягнутий по боковій стінці полотном і поміщений у великий чавунний циліндр. Призначення зовнішнього циліндра — затримувати воду, яка проходить через полотно, і направляти її далі по трубі в особливу яму.
Діаметр центрифуги — 750 мм, число обертів — 800—900 хв−1. В центрифугу завантажували 600 кг концентрату. При досягненні визначеного числа обертів вся маса концентрату під дією відцентрової сили розподілялася по вертикальній стінці внутрішнього циліндра. Внаслідок різної густини графіт прилипав до полотна, а вода спочатку проходила через шар графіту і полотно, а потім переливалася через борт внутрішнього циліндра, затримувалася зовнішнім циліндром і зливалася в яму. Далі графіт з вологістю від 17 до 30 % вибирався руками і завантажувався у візок для підвезення до сушильних печей.
Печі — це закриті камери на чавунних плитах, які підігріваються знизу димовими газами через димоходи. Сушка тривала від 12 до 24 годин, в залежності від вологості концентрату. Таких печей на фабриці було сім, кожна з яких ємністю дві тонни концентрату. Після сушки концентрат мав вологість 1,0-1,5 %.
Сухий концентрат отримували у вигляді грудок, які досить легко розпадалися, але все ж потребували спеціальної механічної обробки для їх розпушування. Це здійснювалось в дезінтеграторах. Доставлений в сортувальне відділення концентрат вручну завантажувався на грохот, з якого елеватором подавався в дезінтегратор, де розпушувався. Звідси графіт гвинтовим шнеком розподілявся на два елеватори, які направляли його на два розсіви. Продукти різного сорту, отримані при розсіві, завантажувались у мішки, та направлялися на склад. Обладнання і технологія збагачення розраховані на руду з вмістом 12-14 % вуглецю. Концентрат, отриманий з такої руди, містив 83-84 % вуглецю; в хвостах втрачали 1,5 % вуглецю. Але фабрика мусила працювати на руді з вмістом вуглецю 10, 24 %. Тому в концентраті вміст вуглецю складав близько 70 %, з хвостами втрачали 3,4 %.
Частина обладнання на фабриці приводилася до руху локомобілем, інше — електродвигунами. Збагачення бідної руди спричинило утворення такої кількості відходів у вигляді хвостів і води, що існуючі установки не могли справитися з їх вилученням з фабрики. На одну тонну сирої руди витрати води складали від 5 до 8 т, з якої 75 % поверталося у виробництво завдяки згущувачу. Витрати гасу — 0,2-0,4 % від маси руди. Скипидарного масла витрачали 0,02-0,05 % від маси руди. Витрати енергії — до 11-13 кВт на 1 т руди.
В якості сировинної бази фабрики планувалася Петрівська група родовищ в Криворізькому окрузі, або Заваллівське родовище в Первомайському окрузі (Побужжя).
У 1930 р. розпочалися видобувні роботи на Заваллівському родовищі, а в 1934 році там збудували збагачувальну фабрику проектною потужністю 3 тис. тонн графіту на рік. Наступна реконструкція проводилась в 1948, 1958 та 1969 роках, що привело до зростання потужності підприємства до 40 тис. тонн графіту на рік.
Маріупільська фабрика була первенцем української і радянської графітової промисловості. Фабрика працювала до 1941 року. З початком війни обладнання фабрики евакуювали в Тайгинськ (Росія). Після війни Маріупільську фабрику збудували вже на новому місці та для роботи на рудах інших родовищ.

## Стан виробництва графіту в Україні на початку ХХІ ст
На 2020 р. виробництво кристалічного графіту в Україні зменшується, з огляду на різні, переважно економічні причини. Заваллівське родовище — поки що єдина сировинна база для випуску графіту в Україні.
Видобуток графітової руди на Заваллівському родовищі ведеться сьогодні на лівому березі річки Південний Буг, за кілометр від селища Завалля, Гайворонського району, у відкритому кар'єрі глибиною до 250 м. Розміри кар'єра — 2х1 км. На родовищі виділено п'ять основних ділянок: Південно-східна, Проміжна, Хутір Андріївка, Південна смуга і Правобережна.
Родовище розроблялося спочатку відкритим і підземним способами, а з 1982 р. — тільки відкритим, і лише на Південно-східній ділянці. Заваллівське родовище графіту на сьогодні — найбільше в Європі та єдине, що розробляється в Україні. Родовище метаморфічного типу, пов'язане з біотит-графітовими гнейсами хащувато-заваллівської світи бузької серії (неоархей). Рудоносні тіла являють собою крутоспадні пласти субширотного простягання. Потужність окремих тіл від 15 до 400 м, протяжність — 3,0–4,8 км. Розробляють переважно руди з каолінітизованої кори вивітрювання гнейсів — біотитів, амфібол-біотитів, біотит-хлоритів, хлорит-серицитів, та ін. Графіт родовища кристалічний, лускуватий (2-4 мм), з вмістом у руді 6-14 % (серед. — 6,5 %). Підтверджені запаси руди 96,6 млн т, у перерахунку на рядовий графіт — 6,1 млн т. Супутньою корисною копалиною є абразивна сировина (гранат), за-паси якої оцінюють у 20,3 млн т руди або 9,7 тис. т мінералу. Родовище розробляють відкритим способом з попереднім роздрібненням свердловинними зарядами. Річний обсяг видобутку руди — близько 40 тис. т; її перероблення з випуском графітового концентрату здійснюють на збагачувальній фабриці ТОВ «Заваллівський графітовий комбінат». Графіт в руді знаходиться у вигляді великих лусочок, поєднаних в стрічки і голки до 4-6 міліметрів, що тісно зрослися як з іншими мінералами, так і поміж собою. Пухкі і тверді руди родовища збагачуються флотацією з отриманням концентрату з вмістом графіту 86-97 % високої якості, та зольністю не вище 10-13 %. Основні технологічні процеси: дроблення, подрібнення, флотація, зневоднення, сушка, розсів, хімічне збагачення, струминний помел. Технологічна лінія з виробництва графіту являє собою ланцюжок послідовно зв'язаного технологічного обладнання, апаратів і механізмів, що забезпечують процес від дроблення руди до фасування готової продукції, та складування (укладання) хвостів (відходів виробництва) у хвостосховище.
Заваллівський графіт має практично ідеальну кристалічну структуру і містить мінімальну кількість домішок, склад яких дозволяє легко видалити їх з руди. Завдяки тому, що в корі вивітрювання лусочки графіту не мають зрощення з іншими мінералами, ці руди легко збагачуються, тому являють собою першочерговий об'єкт промислової розробки. Підприємство виготовляє більше 25 основних марок графіту з вмістом вуглецю від 85 % до 99,5 % та розміром від 10 до 200 мкм, також колоїдно-графітові препарати і мастильно-охолоджувальні рідини на основі графіту. Продукція відповідає вимогам державних стандартів і технічних умов та експортується в багато країн Європейського Союзу — Німеччину, Францію, Бельгію, Велику Британію, Туреччину, Іспанію, Італію, Польщу, Швейцарію, Чехію, Румунію, Словаччину, Сербію, Болгарію, Грецію, Норвегію, а також в Азію — Японію, Корею, інші країни — Білорусь, Молдову, США. Остання розвідка і переоцінка запасів графіту на Заваллівському родовищі виконана у 1971—1982 рр.. Останнім часом на території України виявлені нові родовища зі значними прогнозними ресурсами графіту — Буртинське, Балахівське, Сачкінсько-Троїцьке, ряд нових дільниць у районі Завалля. Їх запаси дають можливість не тільки підтримувати на належному рівні, але й при необхідності значно розширити існуючу мінерально-сировинну базу, завдяки чому Україна здатна ста-ти одним з найбільших в світі постачальників якісної графітової продукції.
Нещодавно розвідані Балахівське і Буртинське графітові родовища значно перспективніші від раніше розвіданих Троїцького, Петрівського, Маріупольського родовищ, а за основними геолого-промисловими показниками відповідають вже освоєному Завалівському родовищу. Завдяки високим якісним характеристикам та значним запасам руд Балахівське та Буртинське родовища можуть слугувати окремими сировинними базами нових гірничодобувних та переробних підприємств.